# Polymera unipunctata
Polymera unipunctata är en tvåvingeart som beskrevs av Alexander 1921. Polymera unipunctata ingår i släktet Polymera och familjen småharkrankar. Inga underarter finns listade i Catalogue of Life.